# Trophée des champions 2008
Trophée des champions 2008 byl zápas Trophée des champions, tedy francouzského fotbalového Superpoháru. Střetly se v něm týmy Olympique Lyonnais jakožto vítěz Ligue 1 i francouzského fotbalového poháru (Coupe de France) ze sezóny 2007/08, a celek FC Girondins de Bordeaux, který skončil ve stejné sezóně na konečné 2. příčce Ligue 1.
Utkání se odehrálo 2. srpna 2008 na Stade Chaban-Delmas v Bordeaux. O poločase i po uplynutí řádné hrací doby byl stav 0:0, z triumfu se nakonec radoval tým Girondins de Bordeaux, který porazil Lyon v penaltovém rozstřelu 5:4 a ukončil tak jeho impozantní šňůru šesti triumfů v řadě. Pro Girondins Bordeaux to bylo druhé prvenství v soutěži, v minulosti trofej získal ještě v roce 1986.

## Detaily zápasu
| 2. srpna 2008 17:55 SELČ |        |                          |                                                                       |
| Olympique Lyon           | 0 : 0  | FC Girondins de Bordeaux | Stade Chaban-Delmas, Bordeaux diváci: 27 167 rozhodčí: Bertrand Layec |
|                          | Záznam |                          | Stade Chaban-Delmas, Bordeaux diváci: 27 167 rozhodčí: Bertrand Layec |

|                                                     |       | Penaltový rozstřel                                          |  |
| Benzema Bodmer Källström Govou Grosso Toulalan Cris | 4 : 5 | Cavenaghi Fernando Wendel Bellion Gourcuff Jurietti Diawara |  |

| Olympique Lyon | FC Girondins de Bordeaux |

| GK          | 1  | Hugo Lloris         |     |     |
| RB          | 20 | Anthony Réveillère  |     |     |
| CB          | 3  | Cris                |     |     |
| CB          | 5  | Mathieu Bodmer      | 45' |     |
| LB          | 11 | Fabio Grosso        |     |     |
| CM          | 17 | Jean II Makoun      |     |     |
| CM          | 28 | Jérémy Toulalan     | 38' |     |
| RM          | 14 | Sidney Govou        |     |     |
| LM          | 19 | César Delgado       |     | 86' |
| AM          | 18 | Miralem Pjanić      |     | 72' |
| FW          | 10 | Karim Benzema       |     |     |
| Náhradníci: |    |                     |     |     |
| GK          | 30 | Rémy Vercoutre      |     |     |
| DF          | 32 | Jean-Alain Boumsong |     |     |
| DF          | 2  | François Clerc      |     |     |
| MF          | 6  | Kim Källström       |     | 86' |
| FW          | 29 | Yannis Tafer        |     |     |
| FW          | 34 | Jérémy Pied         |     |     |
| FW          | 21 | Milan Baroš         |     | 72' |
| Trenér:     |    |                     |     |     |
| Claude Puel |    |                     |     |     |

| GK            | 16 | Ulrich Ramé        |     |     |
| LB            | 6  | Franck Jurietti    |     |     |
| CB            | 3  | Henrique           | 87' |     |
| CB            | 14 | Souleymane Diawara |     |     |
| RB            | 21 | Matthieu Chalmé    |     |     |
| DM            | 4  | Alou Diarra        |     | 70' |
| CM            | 5  | Fernando           | 85' |     |
| RM            | 17 | Wendel             |     |     |
| LM            | 7  | Yoan Gouffran      |     | 74' |
| FW            | 29 | Marván Šamach      |     | 84' |
| FW            | 8  | Yoann Gourcuff     |     |     |
| Náhradníci:   |    |                    |     |     |
| GK            | 30 | Mathieu Valverde   |     |     |
| DF            | 27 | Marc Planus        |     |     |
| DF            | 28 | Benoît Trémoulinas |     |     |
| MF            | 19 | Pierre Ducasse     |     |     |
| FW            | 26 | Gabriel Obertan    |     | 74' |
| FW            | 9  | Fernando Cavenaghi |     | 70' |
| FW            | 11 | David Bellion      |     | 84' |
| Trenér:       |    |                    |     |     |
| Laurent Blanc |    |                    |     |     |

| Asistenti rozhodčího: Mickaël Annonier Tugdual Philippe Čtvrtý rozhodčí: Lionel Jaffredo Delegát zápasu: Alain Blanchard Asistenti delegáta: Pierre Galea Michel Thevot Muž zápasu ? | Pravidla - 90 minut. - Penaltový rozstřel, pokud je stav vyrovnaný i po řádné hrací době (neprodlužuje se). - 7 povolených náhradníků na lavičce každého týmu. - Maximálně 3 střídání hráčů pro každé mužstvo. |